# Garrett Serviss
Garrett Putnam Serviss, Jr. (januar 1881 – 31. december 1907) var en amerikansk atlet som deltog i OL 1904 i St. Louis.
Serviss vandt en sølvmedalje under OL 1904 i London. Han kom på en andenplads i højdespring efter landsmanden Samuel Jones.